# Fórmula de Jacobi
En càlcul matricial, la fórmula de Jacobi expressa la derivada del determinant d'una matriu (quadrada) A en funció de la seva matriu adjunta i de la seva derivada:
{\displaystyle {\frac {d}{dt}}\det A(t)=\operatorname {tr} \left(\operatorname {adj} (A(t))\,{\frac {dA(t)}{dt}}\right)~},
on tr(X) és la traça de la matriu X.
Com a cas especial,
{\displaystyle {\partial \det(A) \over \partial A_{ij}}=\operatorname {adj} ^{\rm {T}}(A)_{ij}.}
De forma equivalent, si dA representa el diferencial d'A, la fórmula general és
{\displaystyle d\det(A)=\operatorname {tr} (\operatorname {adj} (A)\,dA).}

La següent relació útil connecta la traça amb el determinant de l'exponencial de la matriu associada:
| {\displaystyle \det e^{tB}=e^{\operatorname {tr} \left(tB\right)}} |
La fórmula rep el seu nom del matemàtic Carl Gustav Jacob Jacobi.

## Aplicacions
Diverses formes de la fórmula són subjacents a l'algoritme Faddeev–LeVerrier per a calcular el polinomi característic, i té aplicacions explícites en el teorema de Cayley–Hamilton. Per exemple, a partir de l'equació següent:
{\displaystyle {\frac {d}{dt}}\det A(t)=\det A(t)\ \operatorname {tr} \left(A(t)^{-1}\,{\frac {d}{dt}}A(t)\right)},
i utilitzant {\displaystyle A(t)=tI-B}, obtenim:
{\displaystyle {\frac {d}{dt}}\det(tI-B)=\det(tI-B)\operatorname {tr} [(tI-B)^{-1}]=\operatorname {tr} [\operatorname {adj} (tI-B)]},
on adj denota el matriu adjunta.